# Hesba Stretton
Hesba Stretton (Sarah Smith, 1832-1911), escritora, nacida el 27 de julio de 1832 en New Street, Wellington (Shropshire), era la cuarta de los ocho hijos (la tercera hija) de Benjamin Smith, librero y editor, y de su esposa Ann Bakewell, mujer de fuertes convicciones evangélicas, que murió cuando Sarah tenía ocho años. Ésta asistió a una escuela diurna para niñas mayores en el Old Hall (Watling Street, Wellington), dirigida por Mrs. Cranage. Pero la educación de Sarah fue adquirida principalmente mediante la lectura de libros en la tienda de su padre. Pronto comenzó a escribir pequeños cuentos sin intención de publicarlos. Sin embargo, en 1859 su hermana Elizabeth (1830-1911), su compañera de toda la vida, envió, sin consultar con Sarah, uno de estos relatos, The Lucky Leg, a Charles Dickens, a la sazón director del Household Words. Éste lo aceptó, enviando un cheque por 5 libras, y lo publicó el 19 de marzo de 1859, dando a entender que aceptaría de buen grado nuevas contribuciones. Surgió una amistad entre Dickens y la joven autora, quien contribuiría a casi todos los números navideños del All the Year Round hasta 1866. Su cuento más notable de ese período fue The Travelling Post Office (La estafeta ambulante), de la serie Mugby Junction (diciembre de 1866). Considerando que su nombre carecía de distinción, adoptó en 1858 el seudónimo «Hesba Stretton». «Hesba» representaba las letras iniciales de los nombres de sus hermanos y hermanas vivos por orden de edad, y «Stretton» fue tomado de All Stretton (cerca de Church Stretton, en Shropshire), donde su hermana menor Ann (nacida en 1837) tenía propiedades heredadas de un tío. Hesba, que adoptó su nuevo nombre en todas las facetas de su vida, visitó ese lugar cada año hasta casi el de su muerte.
A finales de 1863 Hesba Stretton y su hermana abandonaron Shropshire, y vivieron durante algunos años en Mánchester, y después de una corta estancia en el extranjero se establecieron en 1870 en Bayswater (Londres). Su obra pasó casi desapercibida hasta la aparición en el Sunday at Home de La primera oración de Jessica (1866), una conmovedora historia, escrita con sencillez, sobre el despertar de una niña abandonada al significado de la religión. Publicada en forma de libro en 1867, alcanzó una popularidad inmediata y perdurable. Vendió más de un millón y medio de ejemplares, y fue traducida a todas las lenguas europeas y a la mayoría de las lenguas asiáticas y africanas. La historia muestra un conocimiento preciso de la vida de los niños indigentes en las grandes ciudades, e incorpora investigaciones personales de las condiciones en los bajos fondos. El relato fue elogiado por el conde de Shaftesbury. El zar Alejandro II ordenó que estuviera disponible en todas las escuelas rusas, pero el decreto fue revocado por su sucesor, que hizo quemar todas las copias. Siguieron otras historias similares, de las cuales las más populares fueron Los hijos de Little Meg (1868) y Alone in London (1869), que alcanzaría una circulación simultánea de 750.000 copias. Entre 1866 y 1906 Hesba Stretton publicó en total cincuenta volúmenes, en su mayoría cuentos religiosos y morales editados por la Religious Tract Society; algunos, sin embargo, como Los Clive de Burcot (1866), La última voluntad de David Lloyd (1869) y El dilema del doctor (1872) son novelas largas.
Mujer de amplias y variadas simpatías, Hesba Stretton no limitó sus energías a la escritura. Entabló amistad con la baronesa Burdett-Coutts y la ayudó en sus obras de caridad. Hesba Stretton tuvo un papel destacado en la fundación de la Sociedad Londinense para la Prevención de la Crueldad contra los Niños. Durante algunos años había estado asociada con Benjamin Waugh en el Sunday Magazine, y tras consultar con él publicó una carta en The Times, en enero de 1884, llamando la atención sobre la necesidad de una sociedad así. Asistió a una reunión de veinte personas, entre ellas la baronesa Burdett-Coutts y el conde de Shaftesbury, en la Mansion House el 11 de julio de 1884, en la que se pusieron los cimientos de la Sociedad. Hesba Stretton continuó siendo un miembro activo del comité ejecutivo hasta el 15 de diciembre de 1894, cuando renunció. La baronesa Burdett-Coutts había dimitido poco antes porque desaprobaba por motivos financieros la conversión de la Sociedad Londinense en una sociedad nacional.
Durante la hambruna rusa de 1892 Hesba Stretton recaudó 1.000 libras para socorrer a los campesinos, y tuvo muchos problemas para asegurar su correcta distribución.
Hacia 1890 Stretton se estableció en Ivy Croft, en Ham, cerca de Richmond, donde moriría el 8 de octubre de 1911, después de haber permanecido confinada en su dormitorio durante cuatro años. Fue enterrada en el cementerio de Ham Common (Surrey).
Hesba Stretton, que llevó una vida retirada, sencilla y de duro trabajo, evitando la notoriedad, dependía por completo de su pluma para subsistir. Nunca iba al teatro, no se preocupaba por su vestimenta, y no poseía joyas. Encontraba recreo en los viajes al extranjero y en la compañía de niños y amigos, entre los que se incluían distinguidos forasteros como J.-H. Merle D'Aubigné, el historiador protestante francés, y Franz Delitzsch, el teólogo alemán. Este último tradujo muchas de sus historias al alemán.